# Shigu, Fujian
Shigu (kinesiska: 石鼓) är en köping i sydöstra Kina. Den ligger i Yongchun härad i staden Quanzhou i provinsen Fujian, omkring 130 kilometer sydväst om provinshuvudstaden Fuzhou. Antalet invånare är 28 274. Befolkningen består av 13 989 kvinnor och 14 285 män. Barn under 15 år utgör 17,0 %, vuxna 15-64 år 73 %, och äldre över 65 år 8,0 %.